# Tipula (Lunatipula) selenis
Tipula (Lunatipula) selenis is een tweevleugelige uit de familie langpootmuggen (Tipulidae). De soort komt voor in het Palearctisch gebied.